# DNF (software)
DNF (Dandified YUM, též YUMv4) je v informatice nová generace nástroje yum, správce balíčků pro linuxové distribuce založené na balíčkovacím formátu RPM. Nástroj DNF byl poprvé uveden v distribuci Fedora 18, a je výchozím nástrojem pro správu balíčků od verze Fedora 22 a Red Hat Enterprise Linux 8.

## Charakteristika
Nástroj DNF slouží v prostředí příkazového řádku ke zjednodušení instalace balíčků ve formátu RPM do linuxových distribucí, přičemž se stará o jejich stažení a případnou instalaci dalších potřebných balíčků (tzv. závislosti). Umožňuje automaticky porovnat nainstalované balíčky s balíčky, které jsou dostupné na Internetu (v tzv. repozitářích) a provést tak aktualizaci systému včetně dalších nainstalovaných programů. Dále slouží pro podporu grafických nadstaveb, které se používají pro uživatelsky přívětivou instalaci a aktualizaci software v GUI.
Nástroj DNF nahrazuje starší nástroj yum, od kterého převzal systém ovládání i formát podpůrných dat na vzdálených repozitářích. DNF je někdy označován jako YUMv4. Motivací vzniku zcela nové verze bylo zpřehlednění zdrojového kódu. Je napsán v jazyce Python, ale v poslední době je z výkonových důvodů většina kódu přepsána do jazyka C v podobě softwarové knihovny libdnf (která je použitelná i z jiných programů).